# Palauastrea ramosa
Palauastrea ramosa är en korallart som beskrevs av Yoshitaka Yabe och Sugiyama 1941. Palauastrea ramosa ingår i släktet Palauastrea och familjen Astrocoeniidae. IUCN kategoriserar arten globalt som nära hotad. Inga underarter finns listade i Catalogue of Life.